# Preacher's Kid
Preacher's Kid (prt: Em Busca de um Sonho; bra: A Filha do Pastor) é um filme estadunidense de 2010 do gênero comédia dramático-musical, escrito e dirigido por Stan Foster.

## Enredo
Angie King (LeToya Luckett), uma garota vinda de uma cidade pequena, filha de um austero, mas adorável bispo (Gregory Alan Williams), que buscando mais experiência de vida, deixa a igreja e tudo para trás depois que decide correr atrás de um sonho. O sonho de ser uma cantora de muito sucesso. Sua atração pelo astro itinerante Devlin (Durell 'Tank' Babbs) a coloca na estrada também… E rumo ao romance, à desilusão e à realização de que a felicidade que ela tanto persegue pode estar lá atrás, no lar que ela deixou.

## Elenco
- Letoya Luckett como Angie
- Durell 'Tank' Babbs como Devlin Mitchell
- Tammy Townsend como Desiree
- Carlos Davis como Biscuit
- Andre Butler como Markus
- Nadiyah Hollis como Intérprete
- Javen Campbell como Garrett
- Clifton Powell como Ike

## Recepção

### Bilheteria
Preacher's Kid foi lançado em 109 cinemas em 29 de janeiro de 2010. Em sua semana de estréia, que arrecadou US$ 190 638, o que equivale a US$ 1 748 por cinema.

### Crítica
No site agregador de críticas Rotten Tomatoes, 50% das 6 resenhas dos críticos são positivas.

## Prêmios e indicações
Stan Foster - Melhor filme independente - Black Reel Awards[carece de fontes?]